# Anand Tucker
Anand Tucker (ur. 24 czerwca 1963 w Bangkoku) – brytyjski reżyser i producent filmowy i telewizyjny.

## Życiorys
Urodził się w Bangkoku. Jego ojciec był Hindusem, a matka - Niemką. Dorastał w Hongkongu, a od osiemnastego roku życia mieszkał w Londynie, gdzie ukończył studia w Harrow Film School.
Jego fabularnym debiutem reżyserskim był film biograficzny Saint-Exupery (1996) z Brunonem Ganzem w roli tytułowej. Tucker nakręcił później takie filmy, jak m.in. Hilary i Jackie (1998), Troje do pary (2005), Kiedy po raz ostatni widziałeś ojca? (2007), Oświadczyny po irlandzku (2010) czy The Critic (2023). Odniósł sukces również jako producent filmowy przy takich produkcjach, jak Dziewczyna z perłą (2003), Drogi Osamo (2008) i Droga do zapomnienia (2013).